# Martinšćica
 Ovo je glavno značenje pojma Martinšćica. Za naselje kod Rijeke pogledajte Martinšćica (Kostrena).
Martinšćica je naselje na otoku Cresu. Administrativno, naselje pripada gradu Cresu.

## Zemljopisni položaj
Nalazi se u uvali na zapadnoj obali otoka, jugozapadno od Vranskog jezera.
Najbliža naselja su Vidovići (2 km sjeverno) i Miholašćica (2 km južno).

## Stanovništvo
Prema popisu iz 2001. godine, naselje ima 155 stanovnika.
| broj stanovnika | 344   | 346   | 186   | 233   | 177   | 291   | 542   | 545   | 253   | 208   | 162   | 157   | 133   | 186   | 155   | 132   | 103   |
|                 | 1857. | 1869. | 1880. | 1890. | 1900. | 1910. | 1921. | 1931. | 1948. | 1953. | 1961. | 1971. | 1981. | 1991. | 2001. | 2011. | 2021. |

## Galerija
- Kresta vala na Plaži Slatina
- Šljunčana cesta u okolici
- Mjesec i njegov odsjaj u noći Martinšćice
- Jajašca kvrgavog volka (Hexaplex trunculus) u moru Martinšćice

## Vanjske poveznice
- Grad Cres: Naselja na području grada Cresa
- TZ Grada Cresa: Martinšćica